# Gloriosa superba
Gloriosa superba, de nombres comunes bandera española o lirio de fuego, es una planta de la familia de las colchicáceas. Es originaria de África tropical y sudeste de Asia.

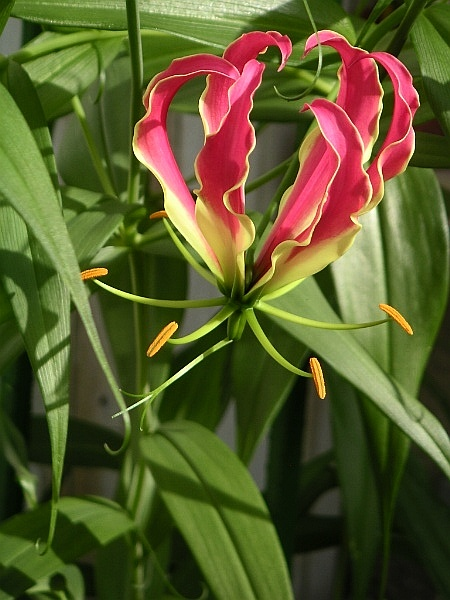
Flor.

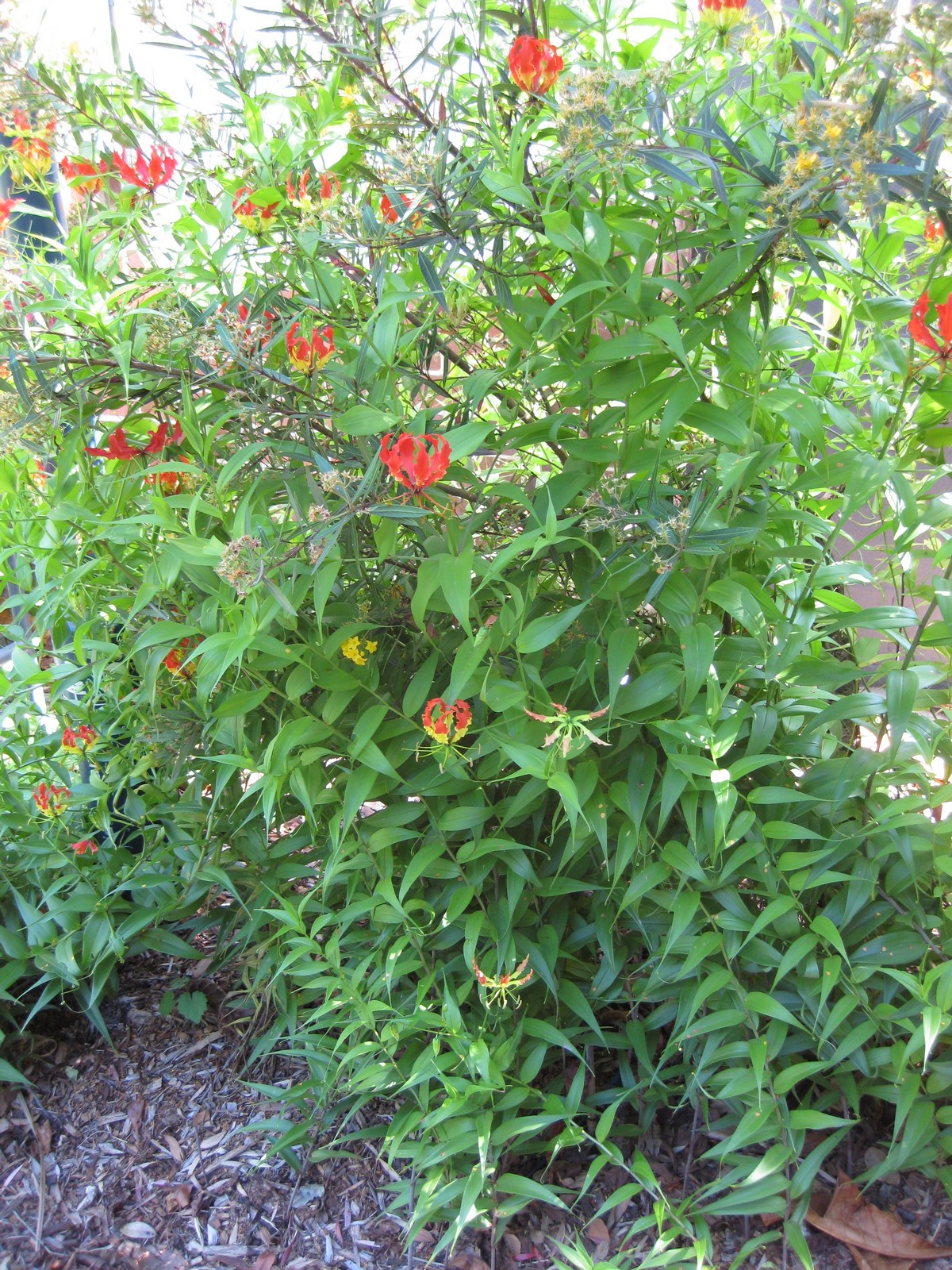
Vista de la planta

## Descripción
Esta especie tropical puede trepar hasta alturas de 1,4-2,4 m en condiciones favorables. Las brillantes flores rojas y doradas se parecen a los lirios tigre en la forma, con pétalos reflejos de márgenes ondulados y llamativos estambres. "Rothschildiana" tiene flores grandes de un rojo rosado con pétalos de margen amarillo; las flores de "Simplex" son similares pero más pequeñas, naranja oscuro amarillas. Es la flor nacional de Mozambique.

## Fitoquímica
Las flores, hojas y bulbos contienen alcaloides derivados de la colchicina tales como la N-formil desacetilcolchicina, desmetil colchicina y lumicolchicina. Los bulbos también contienen gloriosina. Las hojas contienen ácido quelidónico, ácido 2-hidroxi-6-metoxibenzoico y β-sitosterol. El rizoma es citotóxico, anticancerígeno, antimalárico, estomáquico, purgante, colágogo, antihelmíntico, febrífugo y antilepraico. (Clewer et al, 1915).

## Taxonomía
Gloriosa superba fue descrita por Carlos Linneo  y publicado en Species Plantarum 1: 305. 1753.
Sinonimia
- Methonica superba (L.) Crantz, Inst. Rei Herb. 1: 474 (1766).
- Eugone superba (L.) Salisb., Prodr. Stirp. Chap. Allerton: 238 (1796).
- Gloriosa simplex L., Mant. Pl. 1: 62 (1767).
- Gloriosa caerulea Mill., Gard. Dict. ed. 8: 2 (1768).
- Gloriosa cirrhifolia Stokes, Bot. Mat. Med. 2: 237 (1812).
- Methonica gloriosa Salisb., Trans. Hort. Soc. London 1: 331 (1812).
- Gloriosa virescens Lindl., Bot. Mag. 52: t. 2539 (1825).
- Gloriosa angulata Schumach., Beskr. Guin. Pl.: 171 (1827).
- Gloriosa doniana Schult. & Schult.f. in J.J.Roemer & J.A.Schultes, Syst. Veg. 7: 366 (1829).
- Gloriosa nepalensis G.Don in J.C.Loudon, Hort. Brit.: 131 (1830).
- Methonica doniana (Schult. & Schult.f.) Kunth, Enum. Pl. 4: 277 (1843).
- Methonica virescens (Lindl.) Kunth, Enum. Pl. 4: 277 (1843).
- Clinostylis speciosa Hochst., Flora 27: 26 (1844).
- Methonica leopoldii Van Houtte ex Lem., Fl. Serres Jard. Eur. 2: t. 163 (1846).
- Gloriosa abyssinica A.Rich., Tent. Fl. Abyss. 2: 322 (1850).
- Methonica abyssinica (A.Rich.) Walp., Ann. Bot. Syst. 3: 630 (1852).
- Methonica plantii Planch., Fl. Serres Jard. Eur. 9: t. 865 (1854).
- Gloriosa plantii (Planch.) Loudon, Encycl. Pl., new ed.: 1544 (1855).
- Methonica grandiflora Hook., Bot. Mag. 86: t. 5216 (1860).
- Methonica petersiana Klotzsch ex Garcke in W.C.H.Peters, Naturw. Reise Mossambique: 519 (1864).
- Methonica platyphylla Klotzsch in W.C.H.Peters, Naturw. Reise Mossambique: 520 (1864).
- Gloriosa virescens var. grandiflora (Hook.) Baker, J. Linn. Soc., Bot. 17: 458 (1879).
- Gloriosa speciosa (Hochst.) Engl., Abh. Königl. Akad. Wiss. Berlín 1891: 158 (1892).
- Gloriosa virescens var. leopoldii (Van Houtte ex Lem.) T.Durand & Schinz, Consp. Fl. Afric. 5: 417 (1894).
- Gloriosa virescens var. petersiana (Klotzsch ex Garcke) T.Durand & Schinz, Consp. Fl. Afric. 5: 417 (1894).
- Gloriosa virescens var. plantii (Planch.) T.Durand & Schinz, Consp. Fl. Afric. 5: 417 (1894).
- Gloriosa virescens var. platyphylla (Klotzsch) T.Durand & Schinz, Consp. Fl. Afric. 5: 417 (1894).
- Gloriosa carsonii Baker, Bull. Misc. Inform. Kew 1895: 74 (1895).
- Gloriosa leopoldii (Van Houtte ex Lem.) Van Houtte & Voss, Vilm. Blumengärtn. ed. 3, 1: 1049 (1895).
- Gloriosa lutea auct., Gard. Chron., III, 29: 413 (1901).
- Gloriosa rothschildiana O'Brien, Gard. Chron. 1903(1): 322 (1903).
- Gloriosa grandiflora (Hook.) O'Brien, Gard. Chron., III, 36: 188 (1904).
- Gloriosa homblei De Wild., Repert. Spec. Nov. Regni Veg. 11: 536 (1913).
- Gloriosa graminifolia var. heterophylla Chiov., Result. Sci. Miss. Stefan.-Paoli Somal. Ital. 1: 176 (1916).
- Gloriosa sampiana Pires de Lima, Brotéria, Sér. Bot. 19: 112 (1921).
- Gloriosa verschuurii Hoog, J. Roy. Hort. Soc. 75: 22 (1950).
- Gloriosa rockefelleriana Stehlé & M.Stehlé, Bull. Soc. Bot. France 111: 284 (1965).[1]